# Stade Paul Julius Bénard
Stade Paul Julius Bénard – stadion piłkarski w Saint-Paul, na Reunionie. Jest domową areną klubu SS Saint-Pauloise z Réunion Premier League. Stadion może pomieścić do 12 000 widzów.